# Greg Smith (hudebník)
Greg Smith (* 1963) je baskytarista a zpěvák. Greg se narodil v roce 1963, vyrůstal v New Yorku. Hrál například s Wendy O. Williams, Alice Cooper, Rainbow, Blue Öyster Cult, Dokken, Vinnie Moore, Joe Lynn Turner, Ted Nugent, Tommy James & the Shondells, Alan Parsons, The Turtles, Felix Cavaliere, Chuck Negron, Joey Molland, Denny Laine nebo Mitch Ryder.[zdroj?]